# دوات‌حتحور-حنوت‌تاوی
دوات‌حتحور-حنوت‌تاوی (به انگلیسی: Duathathor-Henuttawy) که در زبان مصری باستان به معنای «ستایشگر هاتور؛ معشوقه دو سرزمین» است شاهدخت مصر باستان و بعدها ملکه این سرزمین بود.

## خانواده
حنوت‌تاوی احتمالاً دختر رامسس یازدهم آخرین پادشاه دودمان بیستم مصر از همسرش تنت‌آمون بوده است.
قرار گرفتن حنوت‌تاوی در خانواده‌های سلطنتی اواخر دودمان بیستم مصر و اوایل دودمان بیستم و یکم مصر کاملاً روشن و قابل تفسیر نیست. دوات‌حتحور-حنوت‌تاوی عناوین مختلفی از جمله دختر پادشاه همسر پادشاه؛ مادر پادشاه؛ بانوی دو سرزمین؛ معشوقه دو سرزمین؛ دختر همسر بزرگ سلطنتی؛ سرشناس‌ترین ستایشگر آمون؛ مادر همسر بزرگ سلطنتی؛ مادر کاهن اعظم آمون و مادر ژنرالیسیمو داشت.
ادوارد اف. ونت حدس زده بود که حنوت‌تاوی دختر فرعون اسمندس و ملکه تنت‌آمون همسر پینوزم یکم و مادر پادشاه پسوسنس یکم و همسرش موت‌نجمت کاهن اعظم آمون من‌خبررع، ژنرالیسیموی جنوب و شمال، من‌خبررع و همسر خدای آمون ماعت‌کارع باشد. کنت اندرسون کیچن حدس زده بود که در آن دوره دو زن به نام حنوت‌تاوی وجود داشته باشند تا برخی از عناوین مرتبط با نام حنوت‌تاوی را توضیح دهند.
ادوارد اف. ونت نشان داده بود که حنوت‌تاوی همسر پینوزم یکم کاهن اعظم تِبِس آمون بود که بالفعل فرمانروای مصر علیا بود و بعدها القاب فراعنه را به خود اختصاص داد.
القاب تأیید شده برای حنوت‌تاوی به ما کمک می‌کند تا تشخیص دهیم کدام یک از فرزندان پینوزم متعلق به او بودند: پسوسنس یکم که در تانیس فرعون شد. همسرش موت جمت و ماعت‌کارع که همسر خدای آمون شد. به احتمال زیاد او همچنین مادر حنوت‌تاوی است که همراه با ماعت‌کارع و موت جمت در کارناک به تصویر کشیده شده است. شناسایی کاهن اعظم مورد اشاره در عناوین او دشوارتر است: سه تن از پسران پینوزم، مساهرتا، جدخنسوفانخ و من‌خبررع کاهنان اعظم شدند و یکی، دو یا هر سه آنها می‌توانستند پسر دوات‌حتحور-حنوت‌تاوی باشند.
نیوینسکی حدس زد که حنوت‌تاوی دختر رامسس یازدهم و تنت‌آمون است. دادسون دو ملکه به نام تنت‌آمون را می‌شناسد. یکی همسر رامسس یازدهم و دیگری مادر حنوت‌تاوی است. این ملکه در پاپیروس خاکسپاری ملکه حنوت‌تاوی ذکر شده است. ملکه دیگری به نام تنت‌آمون احتمالاً دختر رامسس یازدهم و احتمالاً خواهر تنی حنوت‌تاوی بوده و با اسمندس ازدواج کرده است. تنت‌آمون اخیر در داستان ون‌آمون ذکر شده است.
نام او قبل از به تخت نشستن شوهرش بر روی جامی کشف‌شده در تانیس، روی لنگه در و نقش برجسته‌ای در معبد خونس که در مجموعه معبد کرناک کشف شد، ذکر شده است. حتی در اینجا از او به عنوان یک ملکه یاد می‌شود که نام او در کارتوش نوشته شده است. بعداً از او بر روی یک یادبود سنگی در قفط، در معبد موت در کارناک و بر روی چندین اشیاء یافت شده در مقبره پسرش در تانیس نام برده شده است. او در نمای معبد خونسو در معبد کرناک به تصویر کشیده شده است.

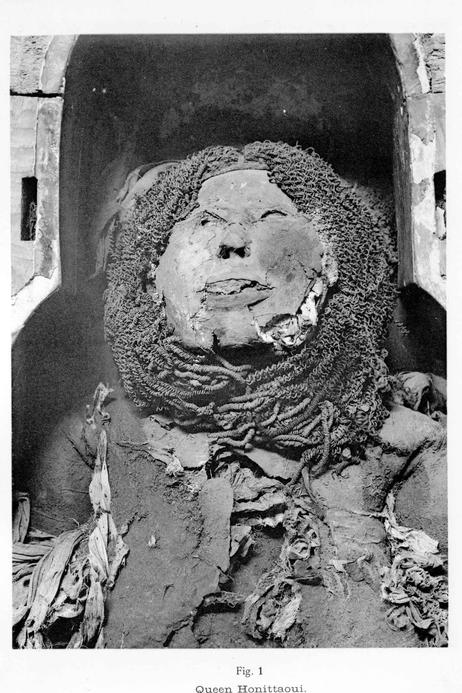
مومیایی حنوت‌تاوی قبل از بازسازی

## مرگ و تدفین
مومیایی و تابوت‌های او در مخزن نهانی دی‌بی۳۲۰ به همراه تابوت‌های چند تن از اعضای خانواده‌اش پیدا شد. او قبل از انتقال به مخزن در جای دیگری دفن شد، اما محل دفن اصلی مشخص نیست.
مومیایی حنوت‌تاوی در مجموعه‌ای از دو تابوت چوبی پیدا شد. تابوت‌ها به احتمال زیاد با طلا پوشانده شده بودند، اما تمام طلاها از بین رفته بود. مومیایی توسط دزدان مقبره آسیب دید و این تابوت اکنون در موزه مصر قاهره هستند. دزدان مقبره در جستجوی اسکراب قلب، قسمت اصلی قفسه سینه را شکافته بودند. بسته‌بندی کتانی زیر پوست سوژه در مومیایی کردن دودمان بیستم مصر به یک روش رایج تبدیل شده بود، اما باعث شده بود که گوشت روی صورت بانو حنوت‌تاوی باز بماند. صورت وی پس از کشف ترمیم شد.
آگوست ماریت دو رول پاپیروس بزرگ برای تشییع جنازه خریداری کرد که گمان می‌رود متعلق به ملکه حنوت‌تاوی باشد.